# Friedrich Donenfeld
Friedrich Donenfeld, est un footballeur et entraîneur autrichien né le 17 janvier 1912 à Vienne (Autriche) et mort le 20 mars 1976 à Utrecht (Pays-Bas). 
Cet attaquant a joué à l'Olympique de Marseille et au Red Star, avant de faire carrière après guerre, comme entraîneur en Colombie puis aux Pays-Bas. Il a entre autres dirigé les sélections nationales de ces deux pays.

## Carrière de joueur
- 1927-1930 : Thalia Vienne  Autriche
- 1930-1936 : SC Hakoah Vienne  Autriche
- 1936-1937 : Maccabi Tel Aviv  Palestine mandataire
- 1937-1941 : Olympique de Marseille  France
- 1942-1943 : Olympique de Marseille  France [3]
- 1944-1946 : Red Star  France

## Carrière d'entraîneur
- 1949 : Équipe de Colombie de football  Colombie
- 1951-1953 : Atlético Junior Barranquilla  Colombie
- MVV Maastricht  Pays-Bas
- 1955 : ADO La Haye  Pays-Bas
- 1955 : Équipe des Pays-Bas de football  Pays-Bas
- 1956-1957 : Équipe des Pays-Bas de football  Pays-Bas
- Fortuna 54'  Pays-Bas
- 1965-1966 : FC Twente  Pays-Bas
- DHC Delft  Pays-Bas
- 1974-1975 : PEC Zwolle  Pays-Bas

## Palmarès
- International autrichien en 1934 (1 sélection)
- Champion d'Israël en 1937 avec le Maccabi Tel Aviv
- Finaliste de la Coupe de France 1940 avec l'Olympique de Marseille
- Champion d'Autriche D2 en 1931 avec le SC Hakoah Vienne